# ماركو شيودينيلي
ماركو شيودينيلي (بالإنجليزية: Marco Chiudinelli)‏ مواليد 10 سبتمبر 1981 في بازل، سويسرا، هو لاعب كرة مضرب سويسري يلعب باليد اليمنى بدأ مسيرته كمحترف عام 2000 ويحتل حالياً المرتبة رقم. 168 (23 سبتمبر 2013) في تصنيف رابطة محترفي كرة المضرب.

## روابط خارجية
- ماركو شيودينيلي على موقع رابطة محترفي التنس (الإنجليزية)
- ماركو شيودينيلي على موقع الاتحاد الدولي لكرة المضرب (الإنجليزية)
- ماركو شيودينيلي على موقع كأس ديفيز (الإنجليزية)
- ماركو شيودينيلي على موقع خلاصة التنس.كوم (الإنجليزية)
- ماركو شيودينيلي على موقع إي إس بي إن.كوم (الإنجليزية)